# Žeimelis
Žeimelis är en ort i Litauen. Den ligger i den norra delen av landet, 190 km norr om huvudstaden Vilnius. Žeimelis ligger 43 meter över havet och antalet invånare är 1 216.
Terrängen runt Žeimelis är mycket platt. Runt Žeimelis är det ganska glesbefolkat, med 23 invånare per kvadratkilometer. Žeimelis är det största samhället i trakten. Trakten runt Žeimelis består till största delen av jordbruksmark.